# Cercafo
Cercafo (in greco antico: Κέρκαφος?, Kérkaphos) è un personaggio della mitologia greca. Era uno dei sette maschi denominati Eliadi.

## Genealogia
Figlio di Elio il dio venti (o di Elio figlio di Elleno) e della ninfa Rodo, sposò la nipote Cidippe ed ebbero i figli Lindo, Camiro e Ialiso.

## Mitologia
Cercafo s'innamorò di Cidippe, la figlia del fratello Ochimo (re dell'isola di Rodi) e la ottenne come sposa. Alla morte del fratello lo sostituì sul trono.
Cercafo ed Ochimo fondarono la città di Achea ed alla sua morte i tre figli decisero di dividersi il regno in tre parti e ognuno di loro fondò una città, che fu capitale del rispettivo regno e che prese il nome del regnante; in tal modo divennero eponimi delle attuali città di Lindo, Camiro e Ialiso.
Secondo una diversa versione della leggenda, Cidippe fu promessa ad Ocridione, ma Cercafo la rapì per sposarla altrove e non fece più ritorno sull'isola finché Ochimo non fu diventato molto vecchio.